# Mentzelia strictissima
Mentzelia strictissima là một loài thực vật có hoa trong họ Loasaceae. Loài này được (Wooton & Standl.) J. Darl. mô tả khoa học đầu tiên năm 1934.